# Bjoern Koerdt
Bjoern Koerdt (Leeds, 20 giugno 2004) è un ciclista britannico che corre per il team Picnic PostNL. È professionista dal 2024.

## Carriera
Debutta nel circuito professionistico nel 2024 con la Picnic PostNL. Nel 2025 prende parte alla sua prima classica, la Milano-Sanremo, dove si classifica 90°.

## Piazzamenti

### Classiche monumento
- Milano-Sanremo

2025: 90°